# Muzeum Aquincum

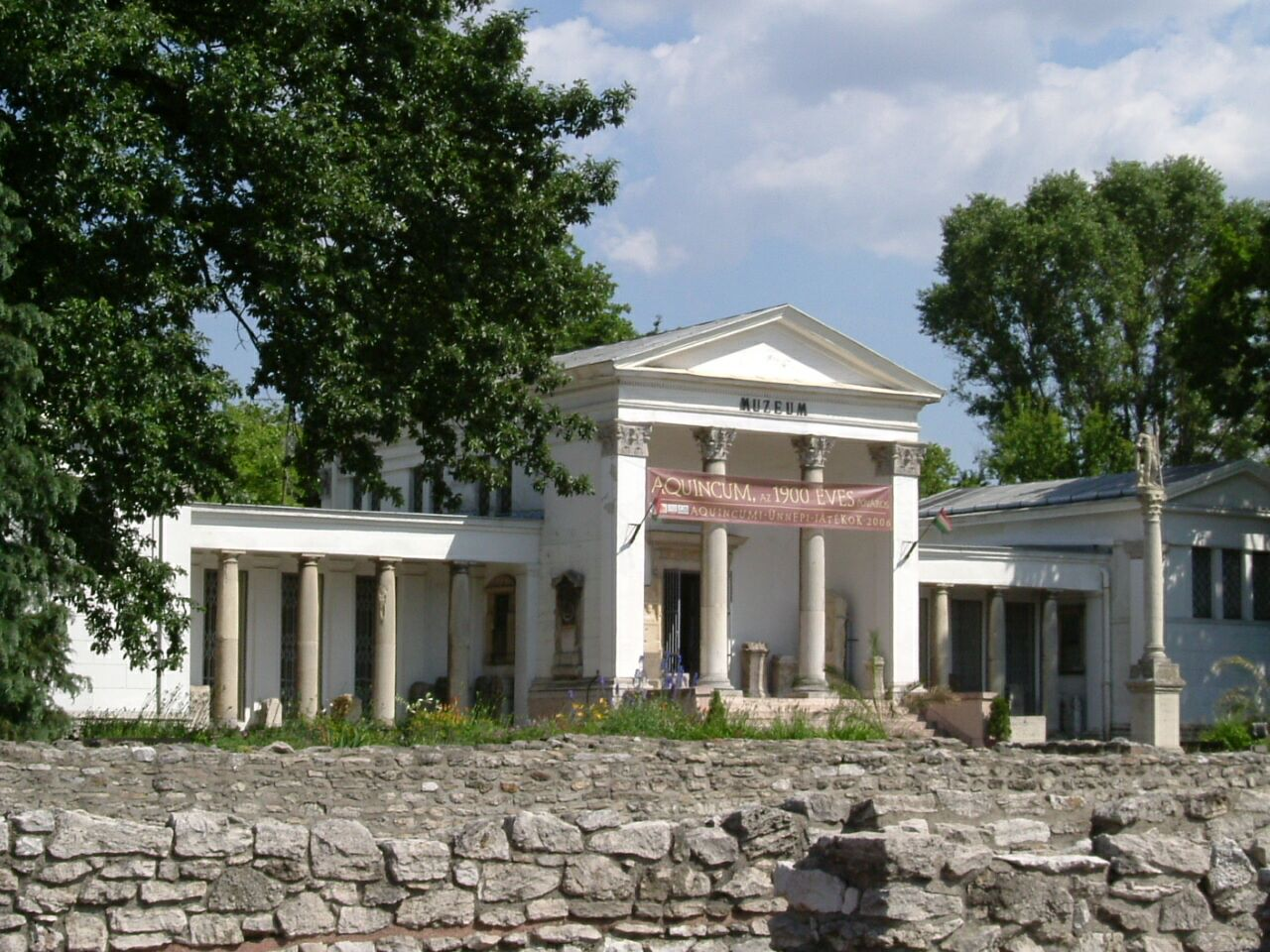
Muzeum Aquincum

Muzeum Aquincum (Aquincumi Múzeum) – muzeum archeologiczne, zbudowane na terenie wykopalisk starożytnej osady Aquincum w Budapeszcie przy Szentendrei útca 135-139. 
Wykopaliska – dzieła sztuki i kultury materialnej – zostały pokazane w pawilonie węgierskim na Wystawie Światowej w Paryżu w roku 1867. 
10 maja 1894 otwarto Muzeum Aquincum.
Podczas bombardowania na początku roku 1945 uległa zniszczeniu znaczna część zbiorów muzealnych. 
W roku 1947 otwarto wystawę ocalałych wykopalisk w Pałacu Károlyi przy Károlyi Mihály utca 16.
W październiku 1948 otwarto odbudowane Muzeum.
W roku 1967 udostępniono zwiedzającym Willę Herkulesa.